# Polski Fiat

Logo van Polski Fiat

Polski Fiat was een Pools automerk dat auto's van het Italiaanse merk FIAT in licentie produceerde en assembleerde.

## Voor de Tweede Wereldoorlog

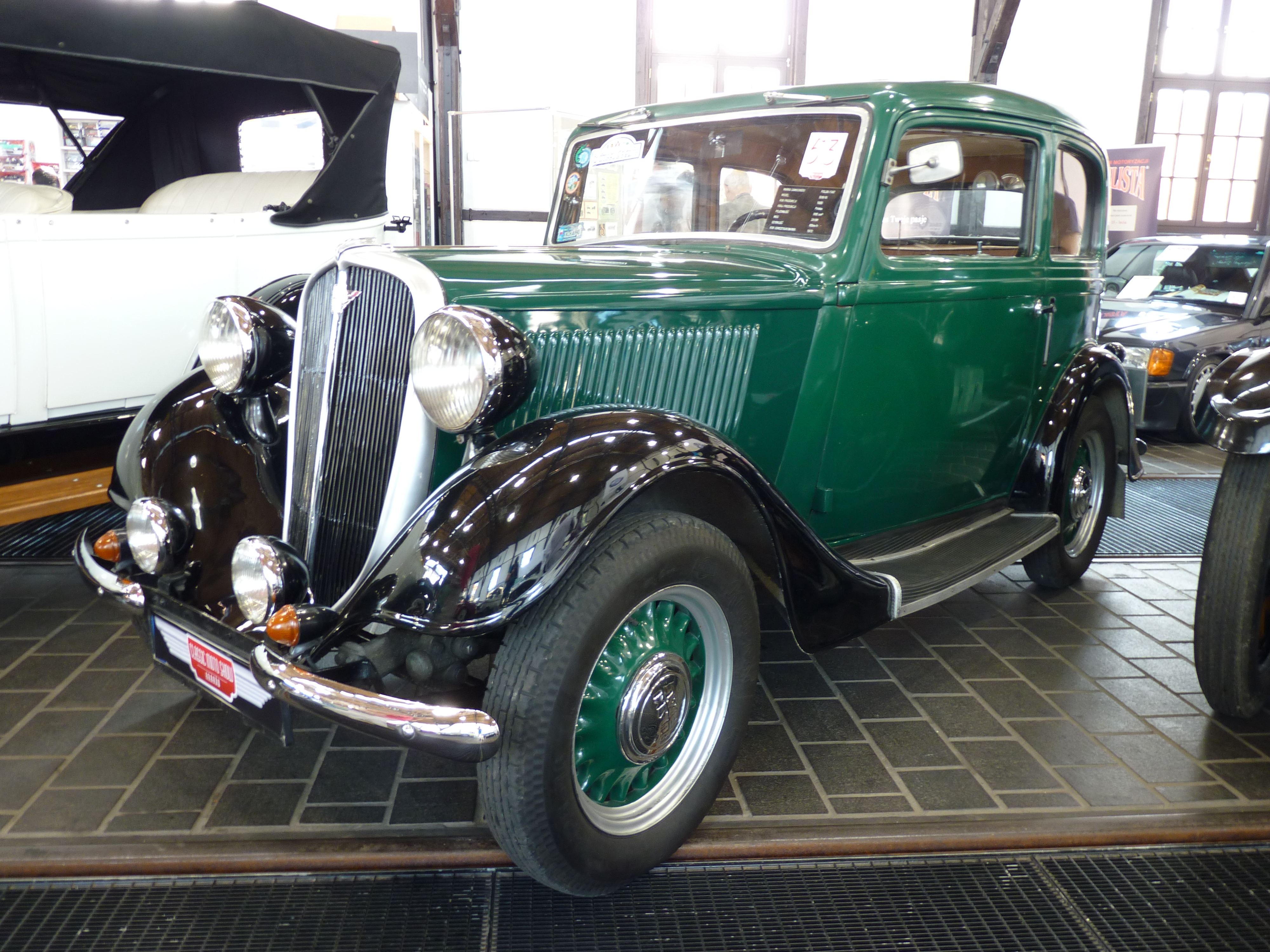
Polski Fiat 508 III Junak

Polski Fiat werd in 1921 als handelsonderneming voor Fiat-automobielen opgericht. Op basis van een licentieovereenkomst met Fiat werden vanaf 1934 door het staatsbedrijf PZInż (Państwowe Zakłady Inżynieryjne) in Warschau de modellen Fiat 508 en Fiat 518 gemonteerd en als Polski Fiat aangeboden. Jaarlijks werden 2500 tot 3000 auto's gemonteerd. Van 1936 tot 1938 werd de Polski Fiat 508 in gewijzigde vorm geproduceerd, in totaal ontstonden 9300 stuks. Daarnaast werd in kleine aantallen de Fiat Topolino gemonteerd. Met de Duitse inval van Polen werd de productie van civiele voertuigen gestaakt.

## Na de Tweede Wereldoorlog
Een nieuwe licentie met Fiat werd in 1948 afgesloten, maar na het gereedkomen van de nieuwe FSO-fabriek in Warschau-Żerań werd deze overeenkomst in 1949 alweer opgezegd. In plaats daarvan produceerde men van 1951 tot 1973 de FSO Warszawa.
Het merk Polski Fiat verscheen opnieuw in de jaren zestig, toen de Poolse regering de contacten tussen de Poolse automobielindustrie en Fiat weer aanknoopte en een licentieovereenkomst sloot voor de middenklasser Polski Fiat 125p. De overeenkomst werd getekend in 1965 en de eerste auto's werden in 1967 uit onderdelen geassembleerd door de fabrikant FSO. De eigen productie begon in 1968.
In 1977 werd de licentie voor nog eens vijf jaar verlengd. Daarna werd het de fabrikant verboden de auto's nog Polski Fiat te noemen en werd de merknaam in 1983 vervangen door FSO. Die naam was in 1978 al in gebruik genomen bij de introductie van het model FSO Polonez. De productie van de 125p eindigde in 1991.
Tussen 1973 en 2000 werd een tweede licentiemodel geproduceerd door FSM: de kleine Polski Fiat 126p, zowel voor de Poolse als de West-Europese markt.
Het merk Polski Fiat verdween in 1992, toen Fiat de Poolse fabriek kocht. Sindsdien worden alle in Polen geproduceerd Fiats verkocht onder de Fiat-merknaam, die tot 1992 alleen voor exportmarkten gebruikt werd.
De 125p en 126p werden volledig in Polen geproduceerd, daarnaast werden enkele Fiat-modellen uit originele onderdelen geassembleerd. FSM assembleerde de Fiat 127, FSO de Fiat-modellen 128 3 P Berlinetta, 130, 131 en 132. Deze auto's kregen de namen Polski Fiat 127p, 128p 3, 130p, 131p en 132p.

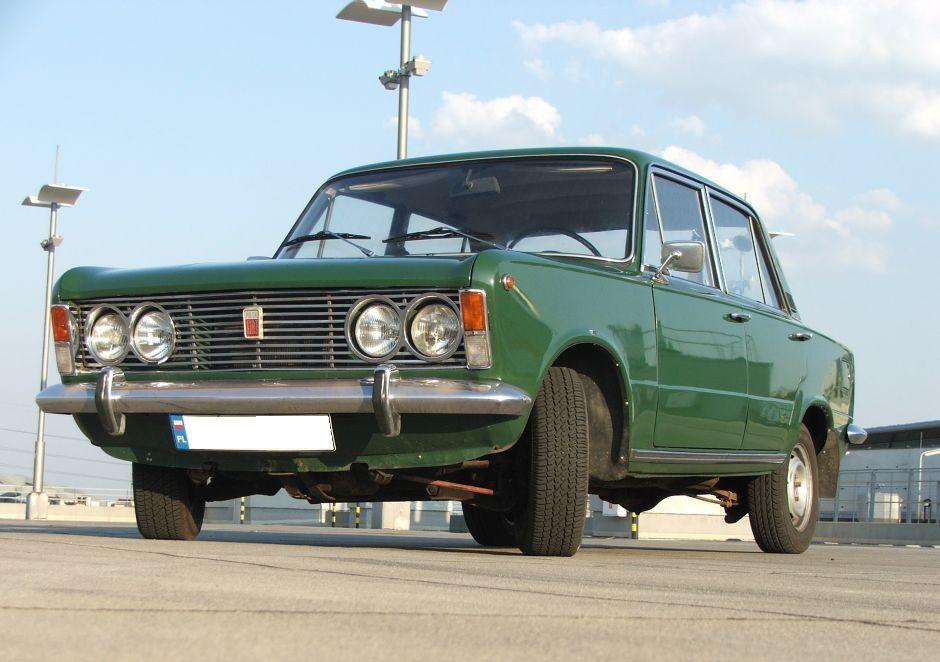
Polski Fiat 125p
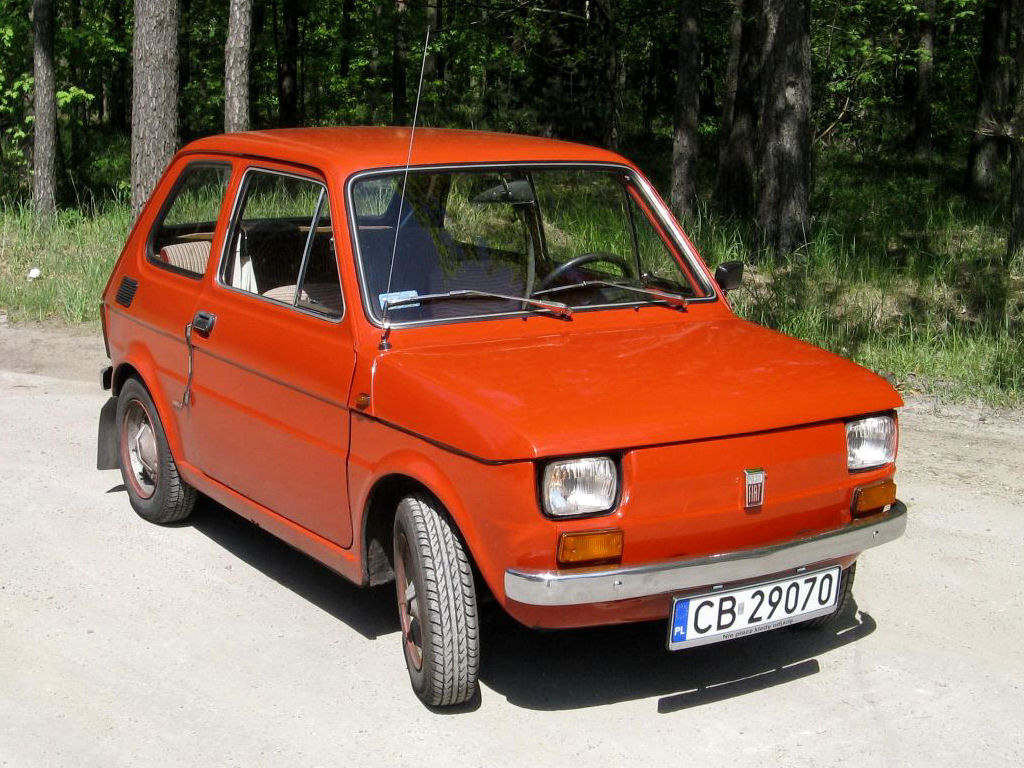
Polski Fiat 126p
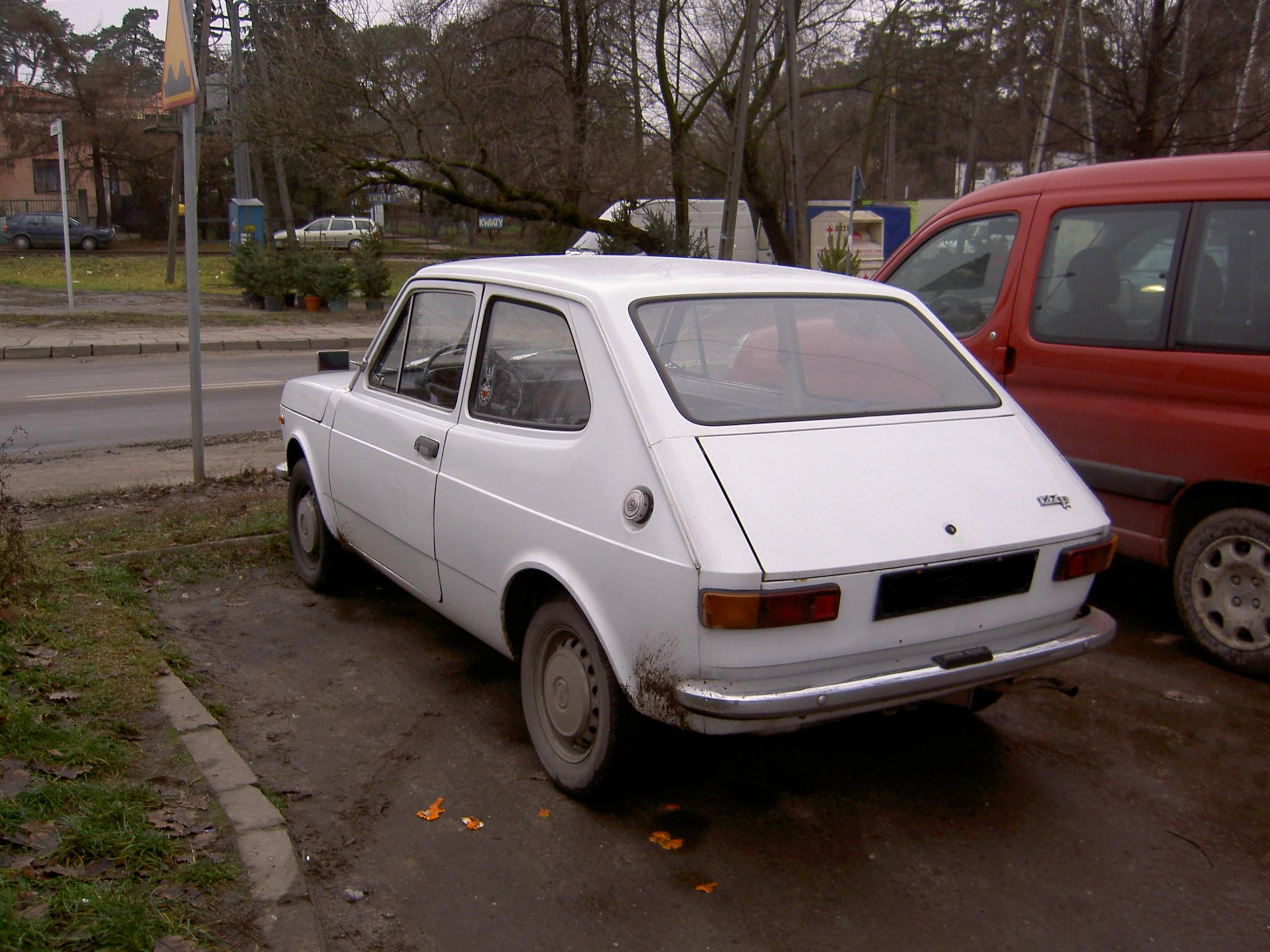
Polski Fiat 127p
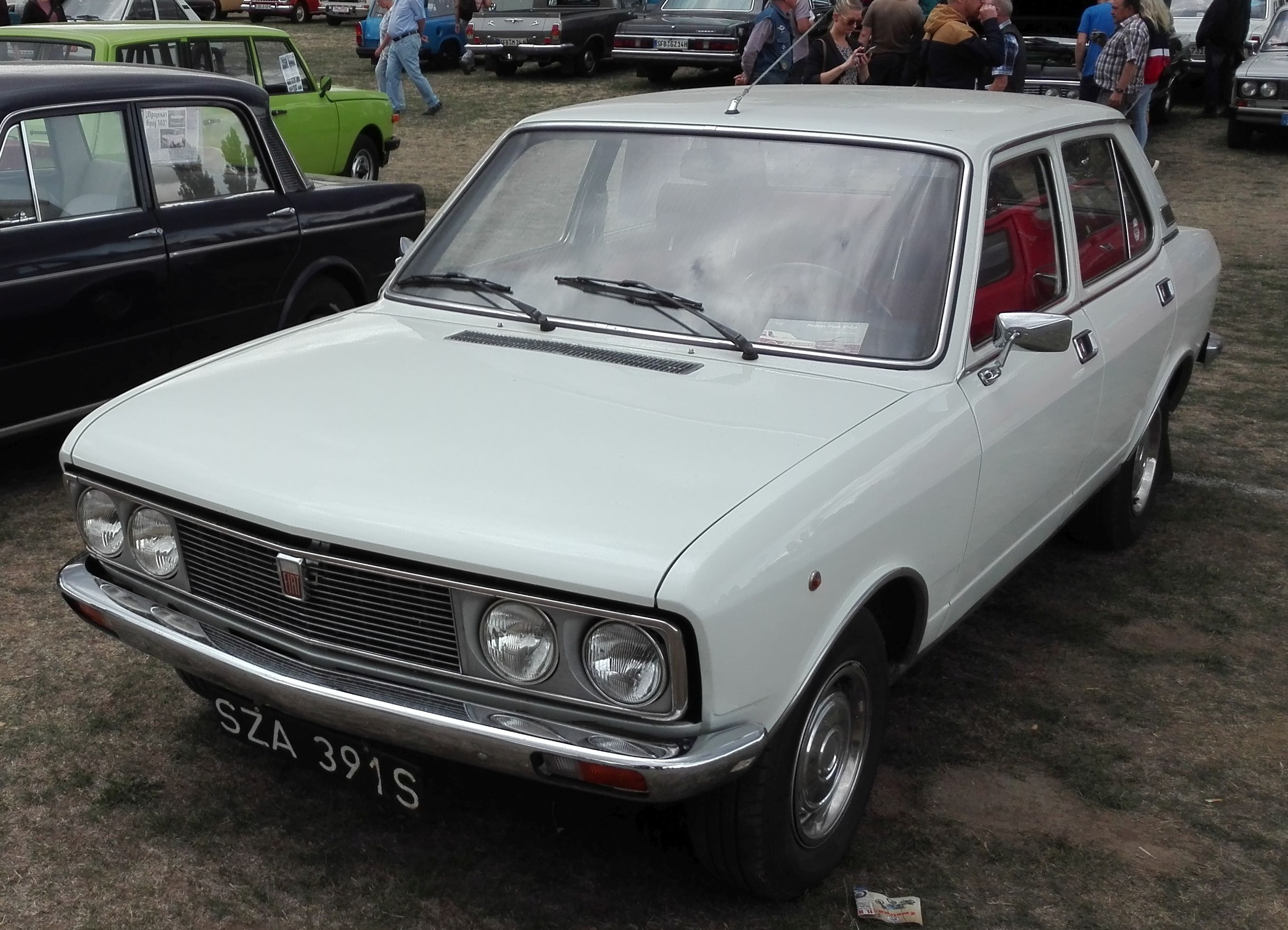
Polski Fiat 132p

- Virtual International Authority File: 301154294